# The Bonny Bunch of Roses
| Recensione | Giudizio |
| ---------- | -------- |
| AllMusic   |          |

The Bonny Bunch of Roses è un album dei Fairport Convention pubblicato nel 1977.

## Tracce
1. James O'Donnell's Jig – 2:38
2. The Eynsham Poacher – 2:26
3. Adieu Adieu – 2:29
4. The Bonnie Bunch of Roses – 12:33
5. The Poor Ditching Boy – 4:02
6. General Taylor – 3:46
7. Run Johnny Run – 4:39
8. The Last Waltz – 3:03
9. Royal Seleccion Number 13 – 6:50
10. Data – 0:04